# Staatsrechtliche Beschwerde
Die staatsrechtliche Beschwerde war in der Schweiz ein Rechtsmittel, mit dem Grundrechtsverletzungen vor dem höchsten Gericht, dem Bundesgericht, angefochten werden konnten. Die staatsrechtliche Beschwerde war nur gegen Akte der Kantone zulässig. Akte des Bundes konnten seit 1969 vor dem Bundesgericht mittels Verwaltungsgerichtsbeschwerde angefochten werden. Im Rahmen der Justizreform von 2003 wurden diese beiden Rechtsmittel in der Beschwerde in öffentlich-rechtlichen Angelegenheiten zusammengelegt. Hinzukam die Verfassungsbeschwerde. Es gilt weiterhin, dass die Bundesgesetze für das Bundesgericht massgebend sind und die Verfassungsgerichtsbarkeit dadurch beschränkt bleibt.
Die staatsrechtliche Beschwerde markierte darüber den Anfang der Verfassungsgerichtsbarkeit in Europa.